# ニュースター・プロダクション
ニュースター・プロダクション株式会社 (NEW STAR PRODUCTION) は、東京都港区に本社を置く日本の芸能プロダクション。芸能事務所の機能の他、劇場公開映画・テレビ番組・ラジオ番組・インターネット配信番組・CM等の企画製作業務も行っている。音楽・映像ソフトの制作・発売も行っており、レーベル「SUNLIGHT」を使用している。

## 沿革・概要
2011年1月に、多種類のメディア事業を行う幸福の科学出版の一部が独立する形で設立され、HS PICTURES STUDIOが担っていた映画製作業務が2015年に移管されたが、2018年からは映画製作を幸福の科学出版に戻し、「製作協力」の形になった。
2011年12月に、CD『希望の鐘が響くとき』を発売し音楽事業を開始。音楽レーベル「SUNLIGHT」の使用を開始する。
2016年1月28日に、映画『天使に“アイム・ファイン”』のマスコミへの情報リリース。
2016年3月19日より、映画『天使に“アイム・ファイン”』が劇場一般公開した。
2016年11月29日に映画『君のまなざし』の制作と公開予定をマスコミ発表した。
2017年1月2日、劇団「新星」の設立発表。劇団旗揚げ公演『俺と劉備様と関羽兄貴と』の予定も公表する。
2017年2月12日から発生したタレント 清水富美加の出家騒動によって、幸福の科学グループ内の組織的関連でニュースター・プロダクションについての報道も行われる。
2017年2月26日、2018年以降公開予定映画のヒロイン人材を求めて2016年10月から2017年1月にかけて全国規模で開催した「プリンセス・オーディション・アワード」の最終選考会を開催する。
2017年3月24日 - 4月2日、劇団「新星」の劇団旗揚げ公演『俺と劉備様と関羽兄貴と』を HSU未来創造・東京キャンパスで実施。
2017年5月、幸福の科学グループ内にもう一つの芸能事務所「ARI Production」が設立されたことに伴い一部所属タレントの移籍が行われる。幸福の科学グループ内に2つの芸能事務所が並存することになるが、独立して運営する。
2017年11月23日、大川宏洋が代表取締役社長を解任され、後任に大田薫が着任する。

## 所属タレント

### タレント
- 長谷川奈央
- 伊良子未來
- 市原綾真
- 水月ゆうこ
- 福永紗也
- 橘百花
- 春宮みずき
- 松下桃子
- 塚本このみ
- 伊藤わか乃
- 坂東睦月
- 天城太智
- 永井兼介
- 伊瀬光
- 伊瀬太陽
- 高世翔太
- 須田隆史
- 桜田進太朗

### アーティスト
- 恍多
- 川村静香
- 松田わかな

### 文化人
- 佐藤由紀子 - 歯科医師、審美医療コメンテーター、タレント[9]

※ 2023年2月現在 公式サイト掲載順 https://newstarpro.co.jp/profile/

## 過去の所属タレント
- 雲母（→ARI Production）
- 希島凛（→ARI Production）
- 大川宏洋（→除名になりフリーランス、現芸名：宏洋）
- 梅崎快人
- 谷沢瑠菜
- 木下渓
- 合香美希

## 関連団体
- 幸福の科学出版 - 幸福の科学グループの中核企業。世界中に子会社や支店を持つ。
- HS PICTURES STUDIO - 2012年よりアニメ映画を制作している組織。
- ハッピー・サイエンス・ユニバーシティ - 未来創造学部 - 芸能・クリエーター部門専攻コース
- ARI Production - 幸福の科学グループ内の、もう一つの芸能プロダクション

### 一次資料（公式サイト・プレスリリース等）
1. 1 2  会社概要 ニュースター・プロダクション株式会社 | NEW STAR PRODUCTION
2. ↑  Topics - 大川宏洋社長が映画「君のまなざし」の魅力を紹介 | ザ・リバティweb
3. ↑  劇団新星、旗揚げ公演決定！！ ニュースター・プロダクション株式会社 | NEW STAR PRODUCTION
4. ↑  「プリンセス・オーディション・アワード」才能あふれるスターの卵たちが集結！ | ザ・リバティweb
5. ↑  大川宏洋座長・劇団新星の旗揚げ公演「俺と劉備様と関羽兄貴と」始まる | ザ・リバティweb
6. ↑  幸福の科学グループの新しい芸能・制作プロダクション「ARI Production(株)」の設立について | 幸福の科学 HAPPY SCIENCE 公式サイト
7. ↑  弊社前代表取締役兼タレント・大川宏洋氏の代表取締役解任の経緯について ニュースター・プロダクション株式会社 2018年10月19日